# Teanamachar
Teanamachar, schottisch-gälisch An t-Seana Mhachair, ist eine kleine Streusiedlung auf der schottischen Hebrideninsel Baleshare. Sie besteht nur aus wenigen Häusern und liegt an der Westküste der Insel. Neben Samala ist sie die einzige bedeutende Siedlung auf Baleshare. Der Baleshare Causeway, der Baleshare mit der größeren Nachbarinsel North Uist verbindet, sowie die Siedlung Samala sind etwa zwei Kilometer nordöstlich gelegen.